# Batrina
Batrina (románul: Bătrâna) falu Romániában, Erdélyben, Hunyad megyében.

## Fekvése
Dévától hetven kilométerre délnyugatra, a Ruszka-havas hegységben fekszik, enyhe lejtésű hegyoldalon. Roskányból 24 kilométer hosszúságú, kacskaringós megyei úton közelíthető meg.

## Nevének eredete
Nevét arról a hegyről kapta, amelyen fekszik, és románul 'öreg'-et jelent. A hegy nevét már 1681-ben feljegyezték. A falut 1673-ban Batrina, 1750-ben Betrina, 1760–62-ben Batrina néven írták össze.

## Története
Korábban román zsellérfalu volt. A második világháború után lakói négy „alapító nemzetséget” tartottak számon: Bogionesc, Stănilesc, Costonilor és Ciobănesți. 1673-ban Déva vára tartozékai között mint Dobra vidéki falut írták össze három családfővel és hét fiúval. Egy 1818-as összeírás szerint lakói kötelezettségei közé tartozott, hogy a vajdahunyadi vásárok alkalmával tizenkét puskást küldjenek a városba, akik a rendre ügyeltek fel.
Korábban a Bulineasa határrészben feküdt, és vízhiány miatt települt át mai helyére. Amíg a határát borító erdők többségét ki nem irtották, lakóinak megélhetésében nagyobb szerepet játszott a famunka és a szénégetés. A faluhoz közelebb eső határrészekben a szabályozott talajváltó gazdálkodás azon formáját gyakorolták, melyben a föld két évig legelőül, aztán két évig szántóföldül szolgált. A szántófölddé alakított területet a közösség két évre kimérte a családok közt és a legelőket kerítéssel választották szét a szántóföldektől. A községközponthoz tartozó falvak pásztorszállásokból váltak állandó emberi településekké.
Legnagyobb lakosságszámát 1872-ben érte el. 1910-ben Hunyad vármegye Marosillyei járásához tartozott. 653 lakosából 642 volt román anyanyelvű és 651 ortodox vallású.
2002-ben 117, román nemzetiségű lakosából 114 volt ortodox és 3 pünkösdi hívő.
A falubeliek még 1980-ban sem használtak külön temetőt, hanem a kertben temették el a halottakat. Lakóinak önelnevezése bătrâneanț, a környező falvak lakói capre ('kecskék') néven csúfolják őket. A lakosság fő jövedelemforrása az állattenyésztés, növénytermesztés és fafeldolgozás.

## Látnivalók
- A Dobrișoara- és Prisloapa-völgy 193 hektáron elterülő védett tölgyese.
- Az 1892-ben emelt ortodox fatemplom.